# Comuna de Słupia
Słupia (polaco: Gmina Słupia) é uma gminy (comuna) na Polónia, na voivodia de Lodz e no condado de Skierniewicki. A sede do condado é a cidade de Słupia.
De acordo com os censos de 2004, a comuna tem 2672 habitantes, com uma densidade 64,9 hab/km².

## Área
Estende-se por uma área de 41,16 km², incluindo:
- área agrícola: 91%
- área florestal: 2%

## Demografia
Dados de 30 de Junho 2004:
|                      | Total   | Total | Mulheres | Mulheres | Homens  | Homens |
| -------------------- | ------- | ----- | -------- | -------- | ------- | ------ |
|                      | pessoas | %     | pessoas  | %        | pessoas | %      |
| População            | 2672    | 100   | 1341     | 50,2     | 1331    | 49,8   |
| Densidade (pop./km²) | 64,9    | 100   | 32,6     | 32,6     | 32,3    | 32,3   |

De acordo com dados de 2002, o rendimento médio per capita ascendia a 1270,53 zł.

## Subdivisões
- Bonarów, Bonarów-Działki, Gzów, Krosnowa, Marianów, Modła, Nowa Krosnowa, Podłęcze, Słupia, Słupia-Folwark, Słupia-Pokora, Winna Góra, Wólka-Nazdroje, Zagórze.

## Comunas vizinhas
- Głuchów, Godzianów, Jeżów, Lipce Reymontowskie, Rogów